# Echrarda
Echrarda ou Cherarda (arabe : الشراردة) est une ville tunisienne rattachée au gouvernorat de Kairouan.
Cette municipalité fait partie de la délégation du même nom qui compte, selon le recensement de 2014, une population de 1 705 habitants. La municipalité, à l'instar de la délégation, a enregistré une diminution de sa population entre 1994 et 2004, sous la forme de migrations intérieures et d'émigration.

## Indicateurs
Quelques indicateurs, issus du recensement de 2004, et données fournies par les directions régionales permettent de se faire une idée du profil de la ville :
- Nombre de familles : 328 ;
- Nombre de logements : 427 ;
- Eau potable : 100 % ;
- Desserte en électricité : 100 % ;
- Nombre de collèges : 2 ;
- Nombre de lycées : 1 (avec 883 élèves dont 549 filles) ;
- Nombre de cabinets médicaux : 4 ;
- Nombre de pharmacies : 3 ;
- Club d'enfants : 1 ;
- Bibliothèque publique : 1 (avec 122 sièges) ;
- Centre local de promotion sociale : 1 ;
- Centre de formation en artisanat : 1 ;
- Entreprises de plus de 10 employés : 3 (dont une entreprise de confection totalement exportatrice) ;
- Agence bancaire : 1.